# 布傑利勒
36°20′N 4°21′E / 36.333°N 4.350°E

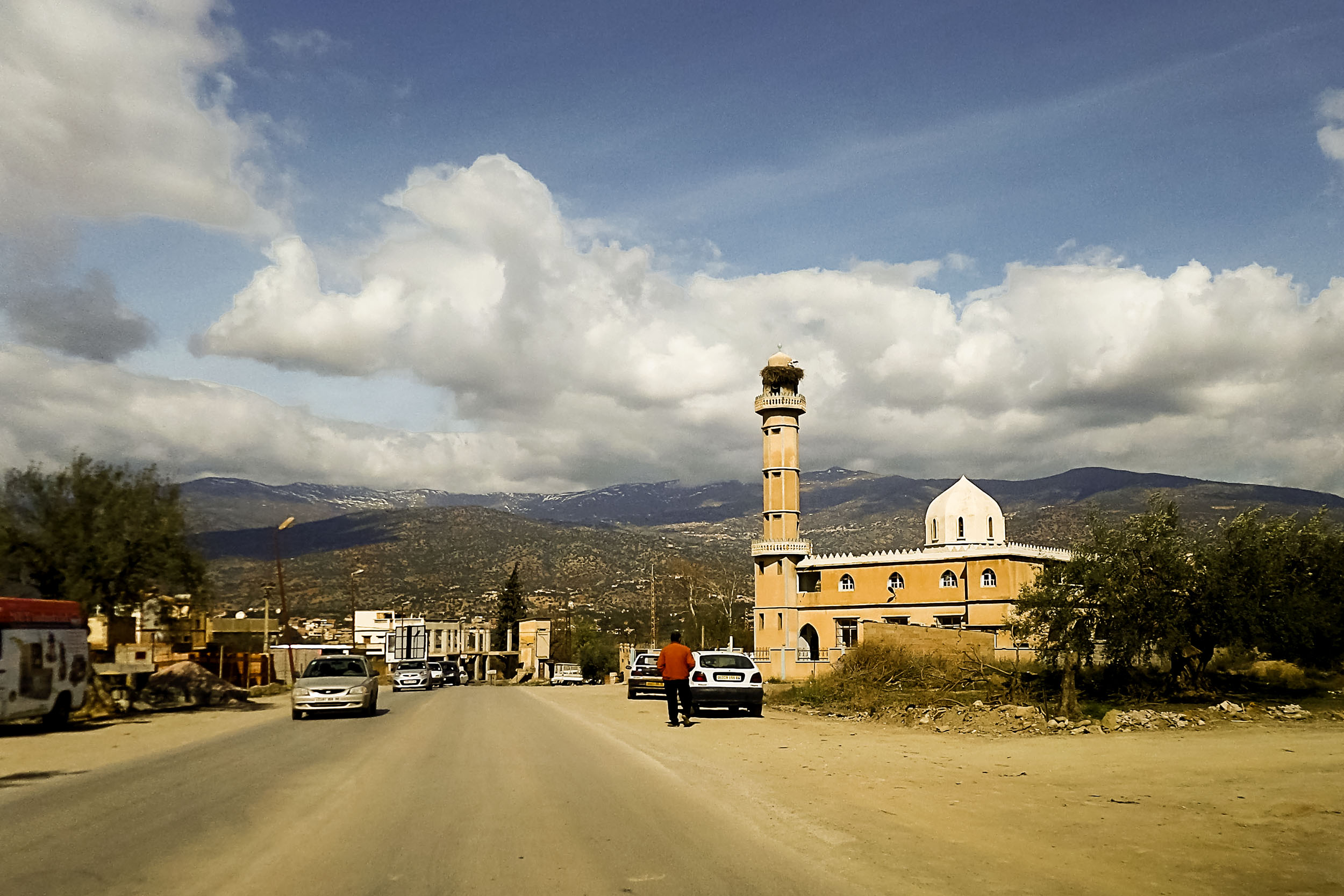
布傑利勒

布傑利勒（阿拉伯语：‎），是阿爾及利亞的城鎮，位於該國北部貝賈亞省，由塔茲馬勒特區負責管轄，面積100平方公里，2008年人口11,486，人口密度每平方公里115人。